# Oxyanthus brevicaulis
Oxyanthus brevicaulis är en måreväxtart som beskrevs av Kurt Krause. Oxyanthus brevicaulis ingår i släktet Oxyanthus och familjen måreväxter. Inga underarter finns listade i Catalogue of Life.